# Susag
Susag – wieś w Rumunii, w okręgu Arad, w gminie Craiva. W 2011 roku liczyła 347 mieszkańców. 